# (541009) 2017 XE63
(541009) 2017 XE63 es un asteroide perteneciente al cinturón de asteroides descubierto el 25 de abril de 2015 por el equipo del Pan-STARRS desde el Observatorio de Haleakala, Hawái, Estados Unidos.

## Designación y nombre
Designado provisionalmente como 2017 XE63.

## Características orbitales
2017 XE63 está situado a una distancia media del Sol de 2,586 ua, pudiendo alejarse hasta 2,785 ua y acercarse hasta 2,387 ua. Su excentricidad es 0,077 y la inclinación orbital 22,88 grados. Emplea 1519,35 días en completar una órbita alrededor del Sol.

## Características físicas
La magnitud absoluta de 2017 XE63 es 17. 